# Paroaria nigrogenis
La cardenilla enmascarada o cardenal enmascarado (en Colombia y Venezuela) (Paroaria nigrogenis) es una especie de ave paseriforme de la familia Thraupidae, perteneciente al género Paroaria. Es nativa del norte de América del Sur y Trinidad y Tobago.

## Distribución y hábitat
Se distribuye desde el extremo nororiental de Colombia (Meta y Vichada), hacia el este por el norte de Venezuela y la isla Trinidad.
Esta especie es considerada común en sus hábitats naturales: bosques húmedos tropicales y subtropicales, manglares por encima de la línea máxima de las mareas, sabanas húmedas y áreas pantanosas hasta los 300 m de altitud.

## Sistemática

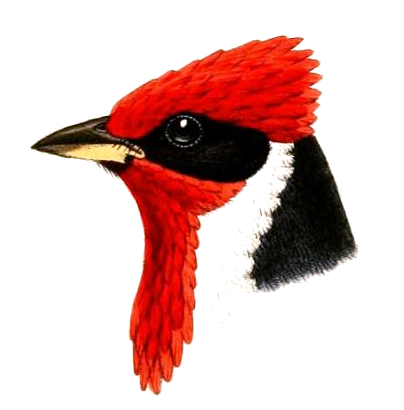
Paroaria (gularis) nigrogenis, parte de ilustración de William Matthew Hart en Catalogue of the birds in the British Museum, 1888.

### Descripción original
La especie P. nigrogenis fue descrita por primera vez por el ornitólogo francés Frédéric de Lafresnaye en 1846 bajo el nombre científico Nemosia nigro-genis; la localidad tipo es: «desembocadura del río Orinoco, Venezuela».

### Etimología
El nombre genérico femenino «Paroaria» deriva del nombre tupí «Tiéguacú paroára», usado para designar un pequeño pájaro de color amarillo, rojo y gris; baseado en «Paroare» de Buffon (1770–1783); y el nombre de la especie «nigrogenis», se compone de las palabras latinas «niger»: negro, y «genis»: mejilla, en referencia a los lores negros de la especie.

### Taxonomía
Es monotípica. Anteriormente se consideraba una subespecie de la cardenilla capirroja (Paroaria gularis), de la que se diferencia por sus coberteras auriculares negras, y su garganta y parte superior de pecho rojos (no negros). Además su mandíbula inferior normalmente es blanquecina, aunque también puede ser de color piel claro. Demuestra que son especies separadas la falta de hibridación con P. g. gularis en las zonas limítrofes de sus áreas de distribución en el sur de Venezuela. Este tratamiento fue aprobado en la Propuesta N° 469 Parte A al Comité de Clasificación de Sudamérica (SACC).